# Jean Kennedy Smith
Pour les articles homonymes, voir Smith et Kennedy.
Jean Kennedy Smith, née le 20 février 1928 à Brookline (Massachusetts) et morte le 17 juin 2020 à Manhattan (New York, État de New York), est une personnalité américaine, membre de la famille Kennedy et sœur cadette du président John Fitzgerald Kennedy. Elle a été ambassadrice en Irlande de 1993 à 1998.
À sa mort, le 17 juin 2020, elle était le dernier enfant survivant de Joseph Patrick Kennedy et de Rose Fitzgerald.

## Biographie
Jean Ann Kennedy est née à Brookline dans le Massachusetts, elle est le huitième enfant de Joseph Patrick Kennedy et Rose Fitzgerald.
Elle est la sœur de Joseph Patrick Kennedy (1915-1944), John Fitzgerald Kennedy (1917-1963), Rosemary Kennedy (1918-2005), Kathleen Kennedy Cavendish (1920-1948), Eunice Kennedy Shriver (1921-2009), Patricia Kennedy Lawford (1924-2006), Robert Francis, dit Bob Kennedy (1925-1968) et Edward Moore, dit Ted Kennedy (1932-2009).
Elle fréquente la « Sacred Heart School » (aujourd'hui le « Manhattan College »), où elle devient l'amie d'Ethel Shakel, sa future belle-sœur, épouse de son frère Robert Francis Kennedy.
Elle épouse, le 19 mai 1956, Stephen Edward Smith, un homme d'affaires qui deviendra conseiller politique et directeur de campagne pour John Kennedy en 1960, et de Robert Kennedy en 1968. Stephen Smith meurt d'un cancer du poumon en 1990.
Le couple s'installe à New York, et a deux fils, Stephen Edward Smith, Jr (né en 1957) et William Kennedy Smith (né en 1960), et adopte deux fillettes d'origine vietnamienne, Amanda (née en 1967) et Kym (née en 1972).
Jean et Stephen Smith sont à Los Angeles avec Robert Kennedy, lorsqu'il est assassiné le 6 juin 1968.
En 1974, elle fonde le « Very Special Art Committee », une organisation à but non lucratif pour la promotion des talents artistiques d'enfants handicapés mentalement ou physiquement.
En 1993, le nouveau président des États-Unis, Bill Clinton, lui offre le poste d'ambassadeur en Irlande. Elle joue un rôle important lors des discussions de paix du conflit nord-irlandais avant sa démission en 1998. Elle reçoit alors la citoyenneté irlandaise à titre honorifique.

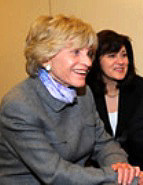
Jean Kennedy Smith (premier plan) avec Vicki Kennedy en 2008.

Jean Kennedy Smith a aussi été membre du conseil du John F. Kennedy Center for the Performing Arts.
Elle décède dans sa résidence de Manhattan le 17 juin 2020 à l'âge de 92 ans, 70 ans jour pour jour après le mariage de son frère Robert et Ethel qu'elle lui avait présentée.